# Georges Lemaître
Monsignor Georges Henri Joseph Édouard Lemaître (født 17. juli 1894, død 20. juni 1966) var en  belgisk astronom og professor i fysik. I sin ungdom blev han romersk-katolsk præst, og i 1960 udnævnte pave Johannes XXIII ham til Monsignor, en højststående katolsk prælat, og til formand for det Pavelige Videnskabsakademi, et akademi han havde været medlem af siden 1936.
Han er mest kendt for at være den astronom som først fremkom med idéen om at universet ikke altid havde eksisteret, men var blevet til ved et Big Bang, som Fred Hoyle sarkastisk kaldte det. Han syntes nemlig at det smagte lidt for meget af en Skabergud, men i dag synes der at være konsensus om sagen. Selv talte Lemaître om et 'uratom', og han advarede i øvrigt bestandig mod at sammenblande videnskab, in casu kosmologi, med religion.
Lemaître fremsatte sin teori om et ekspanderende univers allerede i 1927, og selv om en fremtrædende fysiker som Albert Einstein i begyndelsen afviste teorien, netop fordi den smagte lidt for meget af kristen skabelsestro, opfordrede han alligevel Lemaître til at fortsætte arbejdet, lige som han endte med at være med til at indstille Lemaître til Belgiens højeste videnskabelige pris, Francqui prisen, som han modtog 17. marts 1934.
Big Bang modellen var endnu ikke ved hans død alment accepteret, og den konkurrerede med Steady State modellen, som bl.a. en Fred Hoyle argumenterede for. Lemaître fik aldrig Nobelprisen i fysik.